# Рудник Промінент-Гілл
Рудник Промінент-Гілл — потужний гірничодобувний майданчик на півдні Австралії, що здійснює розробку великого мідно-золотого родовища.
Родовище Промінент-Гілл виявили в 2001 році та ввели в розробку вже у 2009-му. Роботи почали відкритим способом через кар'єр Малу з проєктною глибиною 480 метрів, що мав забезпечувати збагачувальну фабрику з проєктною потужністю у 8 млн тонн руди на рік.
У 2012-му додалась розробка рудного тіла Анката, до якого проклали похилий тунель завдовжки близько 1,3 кілометра, що починається на одному з верхніх ярусів кар'єру Малу. Також до Анката спорудили два вертикальні вентиляційні стовбури глибиною по 286 метрів. У 2014-му почав діяти підземний рудник Малу з доступом через відгалуження від тунелю до Анката.
З 2018-го розробка кар'єру припинилась, після чого роботи тривали тільки підземним способом зі зменшенням загальної потужності копальні до 4 млн тонн руди на рік. В першій половині 2020-х для досягнення нижніх горизонтів рудного тіла Малу узялись за спорудження шахтного стовбуру «Віра» (Wira), який має досягнути глибини у 1360 метрів (завершення його спорудження очікувалось у 2025 році). Поява «Віра» дозволить довести загальну потужність копальні до 6 млн тонн руди на рік та подовжити її діяльність до 2036 року.
Руда проходить через належну до копальні збагачувальну фабрику, що використовує метод флотації та забезпечує вилучення 86 % міді та 77 % золота. Фабрика продукує мідно-золотий концентрат, вивіз якого здійснюють у 30-тонних контейнерах автотранспортом на відстань у 120 кілометрів з наступним перевантаженням на залізницю, що веде до порту Аделаїди.
Проєктну потужність копальні визначили як 100 тисяч тонн міді та 3,5 тонни золота на рік. На початковому етапі фабрика діяла з перевищенням свого проєктного показника та приймала близько 9,5 млн тонн руди на рік, при цьому в 2010-му фактична виробітка склала 112 тисяч тонн міді та 6,1 тонни золота, у 2011-му — 108 тисяч тонн міді та 5 тонн золота, а в 2012-му отримали 101 тисячу тонн міді та 4,4 тонни золота. У 2016/2017 фінансовому році фактичний показник становив 112 тисяч тонн міді та 4,9 тонни золота. Станом на кінець цього ж фінансового року залишкові запаси оцінювались у 74 млн тонн руди з середнім вмістом міді 1 % та золота 0,6 грама на тонну, крім того, рахувались ресурси в обсязі 89 млн тонн (всіх трьох категорій).
Реалізацію проєкту почала компанія Oxiana Limited, що в 2008-му унаслідок злиття стала частиною OZ Minerals. У 2023-му останню поглинув гірничодобувний гігант BHP.